# 2012年チェコにおけるメタノール入り密造酒事件

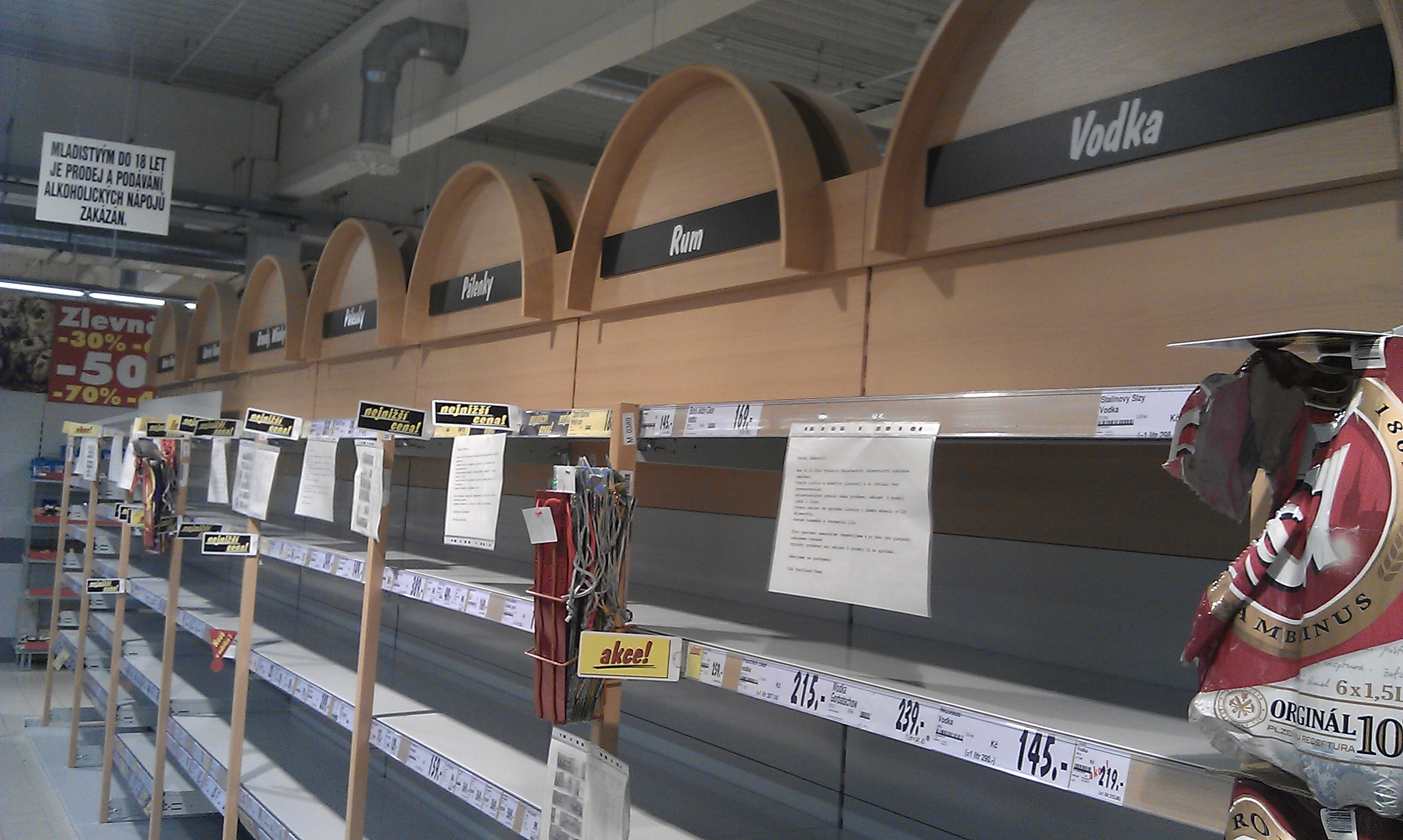
2012年9月15日、酒類の販売休止で空になったスーパーマーケットの棚

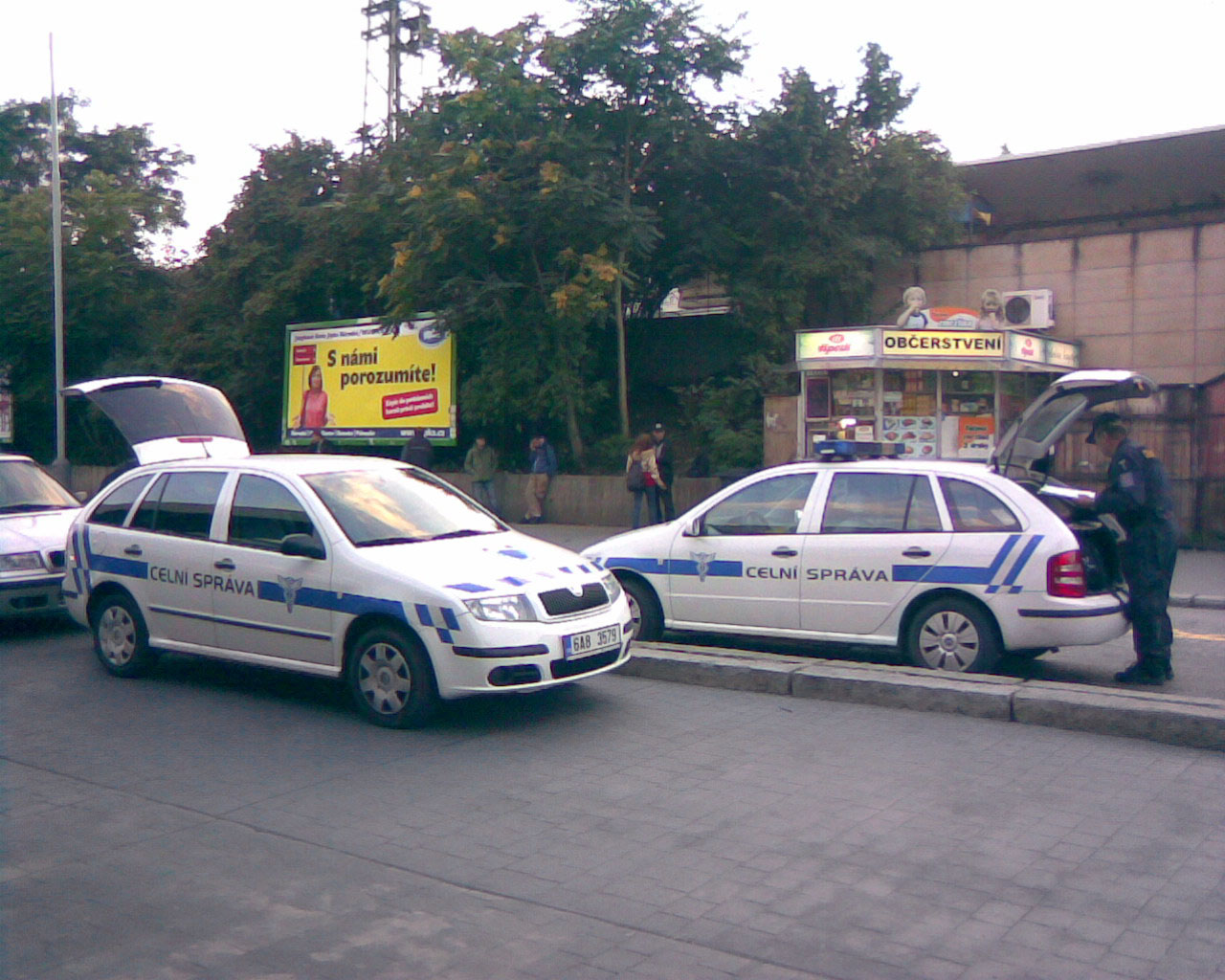
2012年9月13日、蒸留酒の販売禁止が守られているか検査をする政府職員

2012年チェコにおけるメタノール入り密造酒事件とは、チェコを中心にポーランドやスロバキアを含めた地域で2012年に発生した、有毒なメタノール入りの密造酒の販売により死者・重傷者が出た事件である。判決が確定しているだけでチェコで38名が死亡し、他にも多数がメタノール中毒により病院に搬送された。この時に出回った有毒な酒により、その後も長期にわたり被害が出た。

## 経緯
この事件が発覚するまで、チェコにおける酒の販売システムはあまり適切に機能しておらず、出所の怪しい酒が市場に出回るのを防ぐことができていなかった。2012年の9月6日より、チェコの北東部地域でウォッカやラム酒などの酒を飲んで体調不良になる住民が現れ、数名の死者が出た。9月14日までに死者が19名に達し、毒性のあるメタノールが入った安価な密造酒が原因であると推測された。その後、短期間で判明した数のみでも死者は38名となり、目が見えなくなるなどの重い後遺症を患う被害者も出た。被害は主にモラヴィア地域で発生し、被害にあったものの生還した者が80名ほどいた。キオスクや露店などで頼んだ酒を飲んで体調不良を起こした者もいれば、店舗で購入した瓶を持ち帰って飲用して中毒を起こした者もいた。密造酒ではない正規のラベルがついた酒だと思って購入したと述懐する者もいたという。
9月16日にはスロバキアの東部でチェコ製のスリヴォヴィッツを飲んだ8名が体調不良で病院に搬送された。9月17日時点でポーランドでもメタノール中毒による死者が4名発生し、うち数件はチェコの密造酒との関連性が疑われるものであった。
チェコ政府は中央緊急対策委員会を設置し、2012年9月12日をもって食料品を扱う露店でアルコール度数30％以上の蒸留酒を売ることを禁止した。9月14日には規定が拡大され、アルコール度数20％以上の全ての酒類の販売が禁止された。9月20日にはこうした製品の輸出も禁止となった。蒸留酒の販売制限は2012年9月27日に解除された。
スロバキアでは消費されているスピリッツの5分の1程度がチェコ製であり、9月18日にはスロバキア政府がチェコ製スピリッツの販売を禁止した。ドイツやポーランドでもチェコ製の酒類の販売に制限がかけられた。
警察は特別チームを作って捜査にあたった。9月半ばから末頃の時点で、警察は1万5千リットル程度の密造酒が市場に流通しているかもしれないと危惧していた。チェコ東部でメタノールを用いて自動車フロントガラスの洗浄液を生産する企業につとめていた男2名が逮捕され、密造酒の瓶が大量に発見されたほか、密造酒を正規の酒に見せかけるための偽造のラベルも見つかった。容疑者に殺意はなかったという。ズリーン地域に密造酒の大きな生産拠点があったことが判明した。
70名以上が有毒な密造酒販売にかかわる容疑で捜査や訴追を受けた。2014年5月21日、主要な犯人として逮捕された2名は終身刑の判決を受け、その他8名が8年から21年の刑を言い渡された。この時に裁判の対象となった死者は38名であったが、立件された他にも死者が出ている。
容疑者の逮捕後もこの際に流通が発覚したメタノール入り密造酒に関連する死者が発生している。2014年4月時点で、立件されたものも含めて関連性を疑われる死者が総勢51名おり、他にも多数、長期的な健康被害を被った患者が確認されている。この事件をきっかけにチェコの酒の販売システムが問題視されるようになり、安全で合法的に生産され、課税されている品物」だけが市場に出回るようにするための新しいシステムを作る努力が叫ばれるようになった。

## テレビ映画
チェコ・テレビは2018年にこの事件を題材とする2部構成のテレビ映画『メタノール』(Metanol) を製作した。第1部は2018年4月22日に放送され、135万人が視聴した。第2部は2018年4月29日に放送され、122万5千人が視聴した。第2部は捜査と容疑者の裁判に焦点をあてた内容である。さらに50万人がチェコ・テレビのインターネットポータルでこの作品を見たという。Amazonプライム・ビデオでも配信された。

### 評価
批評家からは好評であり、キノボックスで73％の評価を受けている。一般視聴者からも好意的に受けとられており、チェコ・スロバキア映画データベースでは83％の評価を受けた。

## 類似の事件
類似する事件であるペルヌメタノール中毒事件 (エストニア語: Pärnu metanoolitragöödia) はエストニアのペルヌ県で2001年9月に発生したメタノール中毒であり、通常のエタノールではなく誤って有毒なメタノールを使用したにせウォッカの飲用によって起こった。68名が死亡し、40名が目や脳の深刻な症状を含むきわめて重篤な障害を抱え、その他3名が後遺症を患うこととなった。
2019年2月にはインドのアッサム州でメタノール入り密造酒により150名が死亡する事件が起き、「アッサムの悲劇」と呼ばれた。　
2024年にはラオス中部バンビエンで、外国人旅行者がメタノール中毒の疑いで相次いで死亡する事件が発生した。